# بمب پرنده

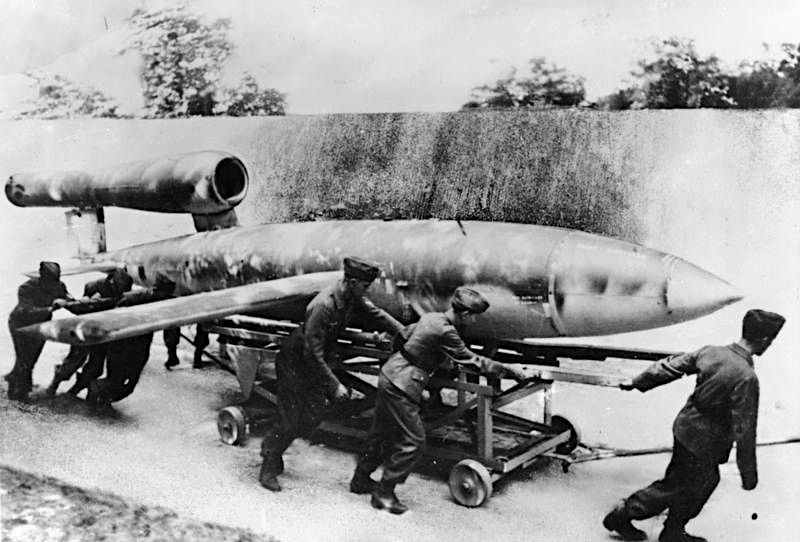
وی-۱ نمونه ای اولیه از یک بمب پرنده بود

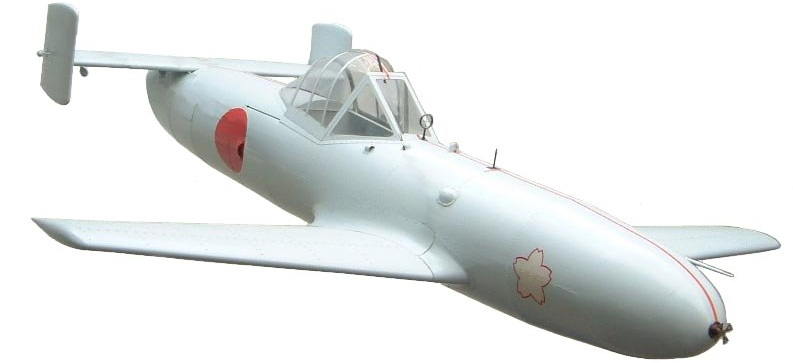
Yokosuka MXY-7 Ohka

بمب پرنده یک وسیله هوایی یا هواپیمای سرنشین دار یا بدون سرنشین است که دارای یک کلاهک انفجاری بزرگ است. این وسیله شکل اولیه ای از موشک‌های کروز معاصر است. بر خلاف هواپیمای بمب افکن که بمب را بر روی حدف رها کرده و سپس برای استفاده مجدد به پایگاه خود بازگردد، یک بمب پرنده با هدف خود برخورد می‌کند و در نتیجه خودش در حمله منهدم می‌شود.
اصطلاح بمب پرنده اغلب با دو سلاح خاص جنگ جهانی دوم، یعنی وی-۱ آلمانی و Ohka ژاپنی شناخته می‌شود. اولی بدون خلبان بود و به عنوان اولین موشک کروزی که تا به حال در جنگ استفاده شده‌است، شناخته می‌شود. دومی یک خلبان را در یک مأموریت کامیکازه حمل کرد.

## همچنین ببینید
- اژدر هواپایه
- پهپاد انتحاری